# 真剣10代しゃべり場
『真剣10代しゃべり場』（しんけんじゅうだいしゃべりば）は、NHK教育テレビジョンで2000年4月8日から2006年3月31日まで放送されたトーク・討論番組である。

## 概要
一般公募により全国から選ばれた10代（中学生以上）の収録参加者10人程度が、毎回1つのテーマに沿って討論（ディベート）し合うという内容の番組である。
1998年から2006年までNHK教育で不定期に放送された『少年少女プロジェクト特集 聞きたい!10代の言い分』の討論企画が直接のルーツになっており（聞き手にジャーナリストの江川紹子）、若者たちが討論するというスタイルはこの時に確立されていた。これがスピンオフする形で独立したのが本番組である。
「台本なし、司会者なし、結論なし」というコンセプトの下、若者たちが無遠慮に討論し合うスタイルは放送開始当初より話題を呼んだ。
日本テレビの『世代密林～ジェネレーションジャングル』をはじめ、しゃべり場のスタイルを模倣した番組や後述したパロディなどもバラエティ番組の中でたびたび作られている。
また、放送開始時は「IT革命」が叫ばれるなどインターネット黎明期だったが、早くから番組公式サイトを設け、視聴者（10代でなくとも意見可能）からの意見も広く募るなど、双方向の番組作りにも取り組んだ。このコンセプトは当番組が終了して3年後の2009年4月から放送を開始した「青春リアル」にも受け継がれる。
テーマ音楽は、当初は「マイ・シャローナ」、後にRCサクセションの「トランジスタ・ラジオ」、In the Soupの「グリーングリーン」、175Rの「MY GENERATION」など。「しゃべり場ホームページ」のコーナーでは山口百恵の「プレイバックPart2」。
番組終了後の2009年3月21日深夜には、フジテレビとの共同プロジェクト『イチか?バチか?プロジェクト』の一環として、派生番組『復活? 真剣中年しゃべり場』が放送された。

### 放送内容
メインコーナーは討論部分で、毎回レギュラーメンバー10人程度の中から1人がその回の番組で話し合いたいテーマを持ち寄り、討論を繰り広げた。
途中からは、レギュラーメンバー以外にも「道場破り」と称する一般参加者を募集するようになる。道場破りには「その1」と「その2」の2つのカテゴリがあり、前者は道場破り自らはテーマを提案せず、あくまで参加者の1人として討論に加わるというもので、後者は道場破り自らがテーマを提案し、討論を起こすというものだった。2005年度からは「その2」のみを扱っている。また、「元10代」の成年の文化人や芸能人が1人から2人「道場破り」としてゲストで参加し、社会経験が未熟な視点のままで行われている彼らの討論に対して大人の視点からコメントを述べることもあった。
番組はおよそ3カ月ごと（1クール）を1期と区切り、その都度メンバーの入れ替えを行った。また、第7期からはそれまでの15人制から10人制へ変更される。
討論の終了後は、その回のテーマ提案者の日常生活を密着取材した「しゃべり場の人たち」というミニコーナーも放送され、本コーナーの後には番組ホームページに寄せられた視聴者からの意見を紹介する「しゃべり場ホームページ」というコーナーも存在、いずれも奥田民義がナレーションを務めた。

## 放送時間

### 本放送
- 毎週土曜日 18:30 - 19:10（2000年4月8日 - 2001年3月24日）
3月最終週のみ放送を休止し、代わって番組の再々放送『しゃべり場アンコール』を放送。
- 毎週土曜日 21:00 - 21:45（2001年4月7日 - 2003年3月1日）
4月第1週まで放送を休止し、代わって『しゃべり場アンコール』を放送。
- 毎週金曜日 23:30 - 24:25（2003年4月11日 - 2006年3月31日）
24:15からの10分間は、視聴者から届いた番組への意見を紹介する『しゃべり場ホームページ』を放送。

### 再放送
- 毎週土曜日 11:00 - 11:45（2003年4月12日 - 2004年4月3日）
- 毎週日曜日 15:00 - 15:45（2004年10月3日 - 2006年3月26日）

ほか、『学校放送ライブラリー』の放送が休止になる夏休みや冬休みには、『ETVライブラリー』枠で『しゃべり場アンコール』を放送することもあった。再放送では『しゃべり場ホームページ』のコーナーは省略された。

## メンバーのその後
- 1期生の前島賢は、国際基督教大学を経てライター・ライトノベル作家となる。
- 4期生の酒井健太は放送当時競輪学校に在校したが、その後合格し晴れてプロ選手となり[3]、番組ではその様子にも密着した。
- 5期生の内藤紗弥花は大学卒業後、吉本興業に入り「アロハ (お笑いコンビ)」を結成、「VITA（び～た）」の芸名でお笑い芸人として活動した。芸能界を引退のち経営コンサルタントを学び就職。面接に関する指導などを行うインストラクターを務める。
- 8期生の依知川絵美はアイドルグループ「美少女クラブ31」のメンバーとして2006年までタレント活動をした。
- 10期生の石井大地は東京大学に進学したのち、今村友紀の筆名で第48回文藝賞を受賞し、同大学院在学中の2011年に小説家デビューした。
- 12期で道場破りとして登場した小倉星羅は元々は子役女優で、番組出演当時もタレントであった。その後日本テレビの『恋のから騒ぎ』に14期生として出演し、大卒後に広島テレビ放送のアナウンサーとなった（2011年3月退職→再びタレント兼フリーアナウンサーになった後に、現在は読売巨人軍スタジアムアナウンサーや大妻女子大学非常勤講師などを務めている）。
- 15期生の永崎翔は出演当時からミュージシャン志望で、2008年にミュージシャンとしてメジャーデビューしている。

## 真剣10代しゃべり場 リターンズ!!
放送終了から約16年後の2022年5月6日にNHKの大型キャンペーン「君の声が聴きたい」の一環として『真剣10代しゃべり場　リターンズ!!』と題する復活特番がNHK総合テレビにて放送。以後、同キャンペーンの恒例企画として定期的に放送されている。
放送リスト
| 回    | 放送日時                    | テーマ                                                     | ゲスト                |
| ----- | --------------------------- | ---------------------------------------------------------- | --------------------- |
| 第1弾 | 2022年5月6日 22:45 - 23:28  | 『“好きなことを仕事にすべき”っていう風潮、おかしくない？』 | ryuchell              |
| 第2弾 | 2022年12月3日 16:40 - 17:23 | 『もっと本音をぶつけ合おうよ』                             | くっきー!（野性爆弾） |
| 第3弾 | 2023年5月10日 23:00 - 23:30 | 『学校っておかしくない？』                                 | 若新雄純              |

## パロディ
- 同じNHK教育の『天才ビットくん』では、『真剣40代だべり場』というパロディコーナーが存在した。
- フジテレビの『めちゃ×2イケてるッ!』では、『真剣10代一人30代すべり場!!』というパロディコーナーを放送していた。
- フジテレビの『リチャードホール』では、山崎弘也扮するキャラクター「下衆ヤバ夫」が道場破りとして登場する『ゲスリ場』というパロディコントが行われた。
- アニメ『Saint October』の関連ラジオ番組『ゴスロリ少女探偵団 ラジオ日誌』では、出張版を『ロリ真剣! 超オクト場』と題して放送した。
- テレビ東京の『アリケン』では、『アリケンしゃべり場』というコーナーを放送していた。
- テレビ東京の『ゴッドタン』では「アイドルにおっぱいを見せてもらおう」という企画の中において、『真剣おっぱいしゃべり場』というコーナーが行われた事がある。
- テレビ東京の『日向坂で会いましょう』では、『真剣10代なやみ場』という企画が行われた。

## 関連書籍
- 「しゃべり場」の人たち『真剣10代 しゃべり場』（日本放送出版協会）